# Wilhelm Pinder
Pour les articles homonymes, voir Pinder.
Georg Maximilian Wilhelm Pinder, né le 25 juin 1878 à Cassel et mort le 13 mai 1947 à Berlin, est un historien de l'art.

## Biographie
Wilhelm Pinder naît le 25 juin 1878 à Cassel.
Il étudie d'abord le droit à Göttingen, puis l'archéologie à Berlin et Munich et l'histoire de l'art à Leipzig, où il obtient un doctorat sous la direction d'August Schmarsow en 1903. Il devient maître de conférences en 1905 et enseigne à Würzburg jusqu'en 1911, date à laquelle il devient professeur à la Technische Hochschule de Darmstadt. En 1916, il est nommé à une chaire à Breslau (aujourd'hui Wrocław), en 1918 à Strasbourg et en 1919 à Leipzig.
Il est un historien de l'art allemand, spécialiste de l'art allemand de la fin du Moyen Âge.
Wilhelm Pinder meurt le 13 mai 1947 à Berlin.